# Tobias Rokahr
Tobias Rokahr (* 1972 in Walsrode) ist ein deutscher Komponist, Dirigent und Hochschulprofessor.

## Leben
Tobias Rokahr studierte von 1992 bis 1999 Schulmusik und Musiktheorie an der Hochschule für Musik, Theater und Medien Hannover bei Martin Brauß, sowie Dirigieren an der Hochschule für Musik Detmold bei Karl-Heinz Bloemeke. Er war Stipendiat der Studienstiftung des deutschen Volkes. Von 2003 bis 2009 war Rokahr Professor für Musiktheorie an der Hochschule für Musik Mainz, von 2009 bis 2013 Professor für Gehörbildung und Tonsatz an der Hochschule für Musik und Theater „Felix Mendelssohn Bartholdy“ Leipzig.
Seit 2013 ist er Professor für Musiktheorie/Komposition an der Hochschule für Musik, Theater und Medien Hannover.
Er leitet seit 1997 das Junge Sinfonieorchester Hannover.

## Preise und Auszeichnungen
- 1997: Erster Preis beim Kompositionswettbewerb des Landesmusikrats Niedersachsen mit dem Orchesterstück GEGENFEUER
- 2004: Preis für Exzellenz in der Lehre der Johannes Gutenberg-Universität Mainz

## Werke (Auswahl)
- FARCE für Chor und Orchester (1986)
- "Die Brücke am Tay" nach Fontanes Ballade für Orchester (1991/2006)
- KLANG über BORD (1993) für sechs Flügel – Auftragswerk des Verbandes deutscher Musikschulen
- Konzertante Variationen für Cello und Orchester über ein Thema von Franz Schubert (1998)
- „…und ein Himmel Sterne“ Liederzyklus nach Gedichten von Reiner Kunze (2003)
- Songs of a sad summer – für Sopran, Laute und Kammerorchester (2007)
- Reconaissances für Klavier (2011) – Auftragswerk der Neuen Leipziger Chopin-Gesellschaft
- PHOENIX für singendes Orchester (2010)
- Zinnobers Zauberhut – Ein Musical für Kinder (2017) (unter Pseudonym Tom Karo)
- Grimmy – ein Musical für Kinder (2021)
- ABENTEUER für großes Orchester (2018)
- Jim Knopf und Lukas der Lokomotivführer – Musiktheater für Kinder. Auftragswerk des Theaters Erfurt (2019)
- Jim Knopf und die Wilde 13 – Familienoper. Auftragswerk des Theaters Erfurt (2025)

## Diskografie
- GEGENFEUER für Orchester. Göttinger Symphonie Orchester, 1996, Leitung: T. Rokahr, (thorofon)
- TRANCE für Violine und Orchester, SONY classical: The New Paganini Project, 2015, Niklas Liepe, Violine; Deutsche Radiophilharmonie, Leitung: Gregor Bühl
- SLEEPLESS (Goldberg goes crazy) für Violine, Cembalo und Streichorchester, SONY classical: Goldberg reflections, 2020, Niklas Liepe, Violine; Nils Liepe, Cembalo; NDR Radiophilharmonie Hannover, Leitung: Jamie Phillips